# タオス郡 (ニューメキシコ州)
タオス郡（英: Taos County）は、アメリカ合衆国ニューメキシコ州にある郡。人口は3万4489人（2020年）。郡庁所在地はタオスである。

## 地理
総面積は5,710 km² (2,205 mi² )。陸地面積は5,706 km² (2,203 mi²)で、水面積は4 km² (1 mi²)で全体の0.07%である。郡の最高点はニューメキシコ州最高峰の海抜13,161フィートのホイーラー・ピーク(Wheeler Peak)である。

## 近接する郡
- リオアリバ郡 (ニューメキシコ州) - 西, 南
- モラ郡 (ニューメキシコ州) - 南東
- コルファクス郡 (ニューメキシコ州) - 東
- コスティリャ郡 (コロラド州) - 北
- コネジョス郡 (コロラド州) - 北西

## 人口統計
以下は2000年国勢調査における人口統計データである。
| 基礎デタ - 人口: 29,979人 - 世帯数: 12,675世帯 - 家族数: 7,757家族 - 人口密度: 5/km² (14/mi²） - 住居数: 17,404軒 - 住居密度: 3/km² (8/mi²) 人種別人口構成 - 白人: 63.77% - アフリカン・アメリカン: 0.35% - ネイティブアメリカン: 6.59% - アジア人: 0.38% - 太平洋諸島系:0.12% - その他の人種: 24.84% - 混血(2人種間以上の): 3.95% - ヒスパニック・ラテン系: 57.94% 世帯と家族（対世帯数） - 全世帯数: 12,675世帯 - 18歳未満の子供がいる:29.90% - 結婚・同居している夫婦: 42.70% - 未婚・離婚・死別女性が世帯主: 12.70% - 非家族世帯: 38.80% - 単身世帯: 32.10% - 65歳以上の老人1人暮らし: 8.90% - 平均構成人数 - 世帯: 2.34人 - 家族: 2.98人 | 年齢別人口構成 - 18歳未満: 24.50% - 18-24歳: 6.90% - 25-44歳: 27.40% - 45-64歳: 28.80% - 65歳以上: 12.30% - 年齢の中央値: 40歳 - 性比（女性100人あたり男性の人口） - 総人口: 96.20人 - 18歳以上: 93.70人 収入と家計 - 収入の中央値 - 世帯: 26,762米ドル - 家族: 33,995米ドル - 性別 - 男性: 27,310米ドル - 女性: 21,121米ドル - 人口1人あたり収入: 16,103米ドル - 貧困線以下 - 対家族: 16.10% - 対人口: 20.90% - 18歳未満: 24.60% - 65歳以上: 20.80% |

## 主な市および町
- タオス(Taos)
- タオス・プエブロ(Taos Pueblo)
- Arroyo Hondo
- Las Trampas
- Peñasco
- Picuris Pueblo
- Questa
- Ranchos de Taos
- Red River
- Rio Lucio

- Taos Ski Valley
- Vadito